# День Конституції (Японія)
День Конституції (яп. 憲法 記念 日, Кемпо: кінембі, букв. Свято/Річниця/День пам'яті Конституції) — державне свято Японії, відзначається 3 травня, в річницю прийняття Конституції Японії 1947. Частина японської Золотого тижня.

## Історія
У цей день будівлю Парламенту Японії відкрито для відвідувачів. Проходять лекції про значення демократичної та пацифістської конституції для Японії. Передовиці газет нерідко присвячені конституції, в тому числі її Дев'ятої статті. 